# Robert Bratschi
Robert Bratschi (Lengnau, 6 februari 1891 - Bern, 24 mei 1981) was een Zwitsers syndicalist en politicus voor de SP.

## Levensloop
Bratschi doorliep zijn onderwijs aan het Technicum te Biel. Vervolgens ging hij aan de slag als stations- en administratief beambte bij de Schweizerische Bundesbahnen (SBB).
In 1920 werd hij aangesteld als algemeen secretaris van het Schweizerischer Eisenbahnerverband (SEV) en in 1934 als voorzitter van de Schweizerischer Gewerkschaftsbund (SGB). Vervolgens werd hij in 1934 tevens aangesteld als voorzitter van de SEV. Hij oefende beide functies uit tot 1953. Tevens was hij voorzitter van de International Transport Workers' Federation (ITF) van 1950 tot 1954. Hij volgde in deze hoedanigheid de Belg Omer Becu op, zelf werd hij opgevolgd door de Brit Arthur Deakin.
Daarnaast was hij politiek actief voor de Sociaaldemocratische Partij van Zwitserland (SP/PS). Hij was tussen 1922 en 1967 lid van de Nationale Raad. Eind 1957 werd hij voor één jaar verkozen tot voorzitter van de Nationale Raad. Hij zetelde tussen 1922 en 1932 voor deze partij als lid van de Stadtrat te Bern en vervolgens van 1932 tot 1952 in de Grote Raad van Bern.
- Base de données des élites suisses: 50216
- Gemeinsame Normdatei: 1043072861
- Historisch woordenboek van Zwitserland: 006209
- Nederlandse Thesaurus van Auteursnamen: 089047117
- Zwitserse Bondsvergadering: 1632
- Virtual International Authority File: 53152380119901761950